# پادشاهی کانادا
پادشاهی کانادا هسته فدرالیسم کانادا و دموکراسی نظام وستمینستر گونه آن است که پایه شاخه‌های اجرایی، قانون‌گذاری و قضایی فدرال و هر یک از دولت‌های استانی این کشور است. به عنوان فرمانروا، وی تجسم جسمانی (به انگلیسی: Personal Embodiment) تاج و تخت در کانادا است.

## تجسم جسمانی دولت کانادا

نشان اعظم کانادا که در دوره حکمرانی ملکه الیزابت دوم مورد استفاده قرار می‌گیرد

فرمانروا به عنوان تجسم زنده تاج، به عنوان شخصیت‌بخشی دولت کانادا قلمداد می شودو، به این ترتیب، باید همراه با نمایندگانی که نایب السلطنه وی هستند «شدیداً در مسایل سیاسی بی‌طرف بماند». شخص فرمانروای حاکم بدین ترتیب دو شخصیت متمایز دارد که دائماً همزمان وجود دارند؛ تاج و پادشاه «از نظر مفهومی قابل تفکیکند ولی قانوناً غیرقابل تفکیکند… این منصب نمی‌تواند بدون صاحب منصب وجود داشته باشد»، بنابراین، پادشاه حتی در زندگی خصوصی، همواره «مشغول انجام وظیفه است». الفاظ دولت, تاج, تاج برحق کانادا, و علیاحضرت ملکه برحق کانادا (فرانسوی: Sa Majesté la Reine du chef du Canada‎),و مشابه آنها همگی مترادفند و از شخصیت حقوقی فرمانروا گاهی تنها به عنوان کانادا یاد می‌شود.
به این ترتیب، شاه یا ملکه کانادا کارفرمای همگی مقامات و کارکنان حکومت (از جمله نایب الملک ها، قضات، اعضای نیروهای مسلح کانادا، مسئولان پلیس،  و مجلس کانادا), قیم کودکان بی سرپرست (Crown wards), و نیز مالک همه زمین‌های دولتی (Crown land), ساختمان‌ها و تجهیزات دولتی (Crown held property), شرکت‌های در تملک دولت (Crown corporations), و حق تکثیر برای همه انتشارات حکومتی (Crown copyright) هستند. همه اینها به خاطر جایگاه او به عنوان فرمانروا و نه به عنوان یک فرد است؛ همگی این املاک تا ابد در دست تاج است و بدون توصیه مناسب و مجوز وزرای او غیرقابل فروش توسط فرمانروا است.
پادشاه اوج ترتیب تقدم کاناداست و تجسم دولت است، همچنین کانون سوگندهای تعهدی است که، که کارکنان یادشده تاج و نیز شهروندان جدید می‌خورند. در عوض این تعهد فرمانروا وعده می‌دهد «بر ملل… کانادا… مطابق با قوانین و رسوم مقتضی حکومت کند.».

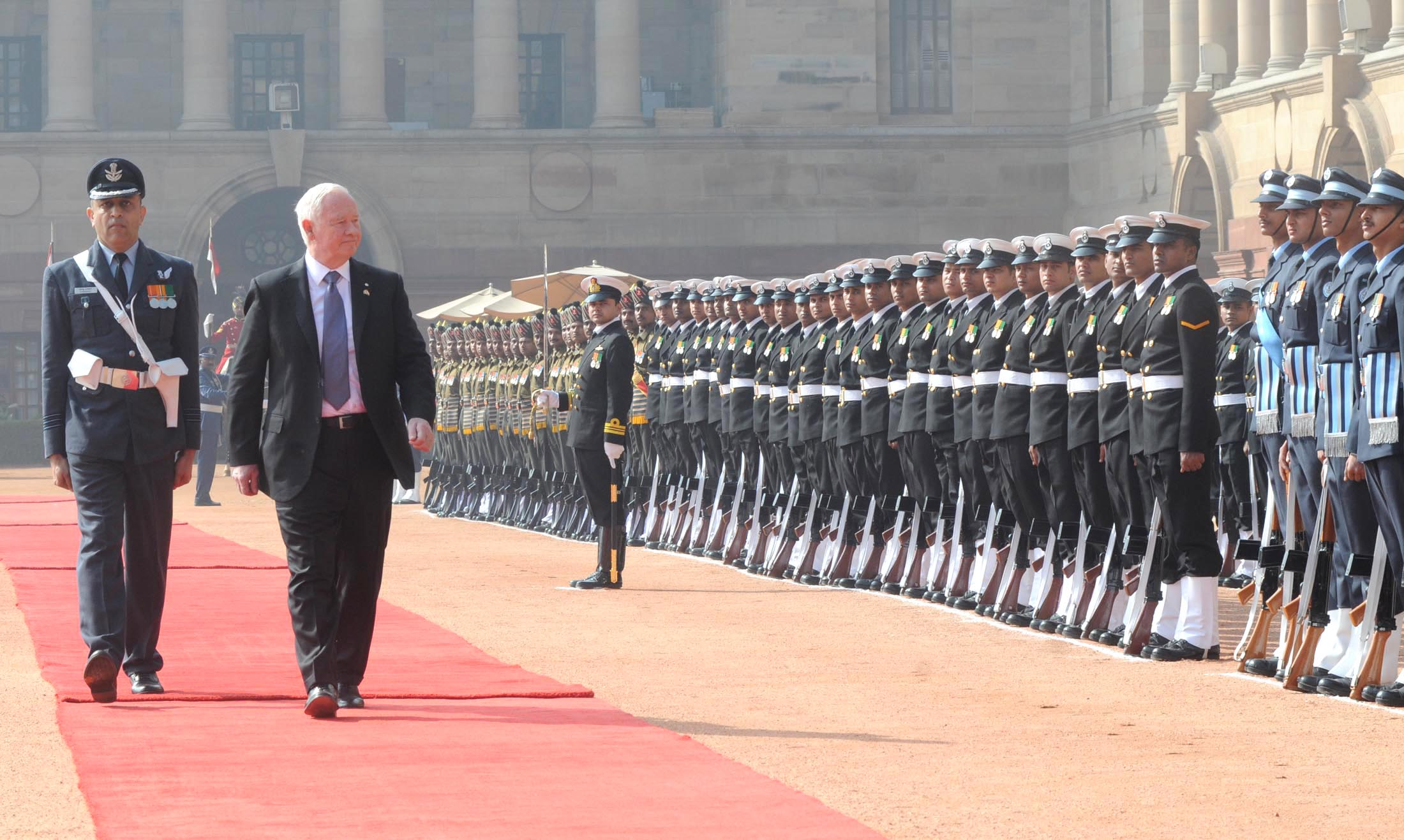
Then-Governor General دیوید جانستون reviews the guard of honour at Rashtrapati Bhavan during a state visit to India, 24 February 2014

## پیونده به بیرون
- در دولت کانادا
- در خانواده پادشاهی بریتانیا